# Самар (місто)
Самáр (МФА: [sɑˈmɑr], діал. Самáрь; інші давні назви до 1794 року — Самарчик, Новоселиця, у 1794—2024 роках — Новомосковськ) — місто в Україні, на межі Запорожжя та Надніпрянщини, адміністративний центр Самарівського району та Новомосковської міської територіальної громади Дніпропетровської області. Історичний центр географічного та етнокультурного українського краю — Присамар'я.
Засноване у першій половині XVIII століття на землях Вольностей Війська Запорізького, вже середини того ж століття стає центром Самарської паланки, головним торгівельним і релігійним центром Присамарського краю та найбільшим містом Низового козацтва до знищення Запорізької Січі у 1775 році. Надалі у XIX столітті втрачає свою регіональну значимість через розбудову поруч губернського міста — Катеринослава, проте отримує статус повітового міста та постає найбільшим центром українства на землях Катеринославської губернії. У XX столітті стає значним металургійним центром через появу в місті на момент будівництва у 1935 році найбільшого жерстекатального заводу СРСР — сучасного НМТЗ, але переживає Голодомор, Великий терор, русифікацію та воєнні дії і злочини Другої світової війни.
Нині Самар відома як туристичний і рекреаційний центр Дніпропетровщини завдяки природі околичного Присамар'я — річці Самарі, Самарській товщі, Самарському лісу, Самарським плавням, Самарській Луці, Солоному Лиману, Самарській затоці й унікальним пам'яткам козацької минувшини краю — Троїцькому собору та Свято-Миколаївському Самарському монастирю.

## Назва
Перші офіційні назви міста: Самарчик, пізніше Новоселиця, народна назва — Самар (ст.-укр. Самарь). У 1794 році після ліквідації Запорізької Січі (1775) та перенесення на місце Новоселиці повітового міста Катеринославської губернії Новомосковська з місця Старосамарського ретраншементу місто отримало зросійщену колоніальну назву — Новомосковськ (рос. дор. Новомосковскъ). У ході процесу деколонізації топонімів України у вересні 2024 року місту повернено його історичну та народну назву — Самарь, видозмінену відповідно до чинного правопису — Самар.

### Топонімія
Гідронім тюркського походження Самар виник унаслідок топонімічної метафоризації від тюрк. (чагат.) samar «мішок», (кирг.) samar «таз, глечик» > д. тюрк. сäмäр, семер «мішок, сідло, ярмо». Поступова фемінізація давньотюркського *Samar, *Sämar відбулася на слов'янському мовному ґрунті за допомогою структурального суфікса *-jь (Самарь > Самар) або приєднання закінчення -а (Самара) у зв'язку з узгодженням гідронімів із номенклатурним іменем річка. Значних трансформацій зазнавала кінцева частина тюркізмів у зв'язку з переходом їх до слов'янської морфологічної системи, внаслідок чого вони набували категорії роду (частіше жіночого, за найпоширенішим типом слов'янських річкових назв, рідше — чоловічого). Багатьом тюркським гідронімам були властиві консонантні закінчення, частина яких діставала кінцеве -а — показник жіночого роду (Самара > Самарь > Самар). Слов'янізація форми чоловічого роду відбувалася в двох напрямках — крім появи кінцевого -а, набуття старим гідронімом ознак жіночого роду виникло завдяки пом'якшенню кінцевого приголосного, що призвело до появи поширеного в минулому варіанта «Самарь». Така форма гідроніма була поширеною в мові запорожців, про що свідчить чиста поява її в документах, пов'язаних із Запорізькою Січчю. Таку саму назву мало й місто, що розташовувалось на цій річці, а ще раніше — центральне поселення Самарської паланки Новоселиця. Цю неофіційну назву місто зберігало і в середині ХІХ-го століття. Діалектна форма «Самарь» відповідає фонетичним особливостям степового говору у системі південно-східного наріччя української мови.

### Історія самоназви
1736—1775 — слобода (село), пізніше містечко Самарчик / Новоселиця (Перша назва походить від правого рукава Самари, на котрому розташовується місто і що на той час мав назву Самарчик або Самарчук та пізніше у науковому середовищі — Нова Самара, є первинною офіційною назвою міста, а друга від слова «новосел», тобто поселенець, що пов'язано зі жвавим заселенням цих територій вихідцями з Гетьманщини у період Нової Січі. Також в архівах Запорізького Коша місто позначається як Самарь та рідше Самар, Самара або Паланка, відповідно до назви Самарської паланки та річки Самарі. Так само Самар'ю називає місто цього періоду козак Микита Корж та «батько історії козацтва» Дмитро Яворницький. За цієї доби містечко є центром Самарської паланки Війська Запорізького Низового. Слід зазначити, що пізня назва Нова Самара або Нова Самар є неологізмом і як історіографічний термін з'являється в наукових творах Дмитра Яворницького);
1775—1794 — місто Новоселиця (Після скасування Вольностей Війська Запорозького у 1775 році місто приймає документальну назву Новоселиця і стає центром Самарського повіту Азовської губернії, що пізніше у 1794 році буде перейменований у Новомосковський);
1794—2024 — місто Новомосковськ (Незважаючи на зросійщення назви міста, серед містян до середини 20 століття продовжує жити народна назва поселення — Самарь. До 1923 року центр Новомосковського повіту, проте з 1917 по 1918 є частиною Самарської землі УНР, далі з 1923 по 2020 рік є центром Новомосковського району, з 2020 є центром нового Новомосковського району);
1917—1918 (неофіційно) — місто Самар (Перша спроба повернення народної історичної назви міста, як ініціатива тодішньої міської влади та інтелігенції, але, внаслідок подій 1917—1921 років — зазнала поразки);
з 2024 року — місто Самар (Назву міста деколонізовано на історичну, перейменовано також район — на Самарівський).

### Метафоризація
- Новік (сучасність) — походить як скорочення старої назви міста Новомосковськ[20].
- Місто козацької слави (сучасність) — виникло з причини тісного зв'язку ранньої історії заснування та розвитку міста з українським козацтвом[21].
- Місто МАФів (сучасність) — виникло на початку 2020-тих років з причини повсюдної забудови вулиць міста у великій кількості малими архітектурними формами (МАФами), переважно ларкового типу.
- Місто металургів (радянські часи) — після будівництва в місті за радянської окупації у 1932 році жерстекатального заводу, який стає головним підприємством у місті та його містобудівною основою, саме місто починає активно асоціюватися саме з цим заводом до часів відновлення незалежності України[22].
- Новий Єрусалим (козацькі часи) — козаки вважали Присамар'я — Палестиною, річку Самару — Йорданом, а місто Самар — «Істинно Новим Єрусалимом» за природні скарби регіону річки та зв'язок назви із Самарією[6][23].

### Деколонізація
Назву Новомосковськ місто отримало у 1794 році як спадщину Російської імперії. Тож Український інститут національної пам'яті вніс назву в перелік деколонізації топонімів. Процес перейменування розпочався ще 27 липня 2023 року. Відтоді депутати порушували питання перейменування міста тричі на позачергових сесіях. 16 січня 2024 року обирали серед двох назв: Самар та Нова Самар, проте 23 січня 2024 року депутати міської ради проголосували за нову назву та врешті-решт узгодили назву — «Нова Самарь», додавши м'який знак наприкінці назви. Ця пропозиція була подана до Верховної Ради України.
21 лютого 2024 року Комітет Верховної Ради України з питань організації державної влади, місцевого самоврядування, регіонального розвитку та містобудування ухвалив рішення про перейменування Новомосковська на історичну назву — Самар.
19 вересня 2024 року Верховна Рада підтримала перейменування Новомосковська на Самар. 26 вересня 2024 року перейменування набуло чинності.

## Символіка
22 липня 2025 року рішенням Самарівської міської ради № LI/VIII затверджені сучасні герб, прапор та гімн Самарі. Це історичне рішення повертає місту автентичну символіку, яка бере свій початок ще з часів його заснування.
Герб міста має форму іспанського щита лазурової тинктури, яка символізує багатство й красу річки Самари, яку козаки вважали «святою». В центрі герба — Троїцький собор, архітектурний пам’ятник народного зодчества, як оберіг духовності народу. Золоті хрести собору символізують спасіння і справедливість, у той час, як срібні стіни – чистоту і мудрість.
Прапор являє собою прямокутне полотнище із співвідношенням сторін 1:1, малинового кольору, який свідчить про козацьку історію міста. На прапорі — лев, історичний символ Самарської паланки. Над левом зображена восьмипроменева зірка — символ високих прагнень і цінностей.
Керуючись Законом України «Про місцеве самоврядування в Україні», враховуючи протокол засідання конкурсної комісії щодо створення офіційної символіки Самарівської міської громади з визначення переможців конкурсу від 11 липня 2025 року № 4, міська рада затвердила брендбук територіальної громади міста Самар.

## Історія

### Дата заснування
У ході науково-практичної конференції «Історія м. Новомосковська, його околиць та поселень нижньої течії річки Самара» вченими істориками зазначено, що згаданий «городок старинный запорожский Самарь» дав початок історії нинішньої Самарі, а дата — 31.08.1576 року, рішенням сесії Новомосковської міськради № 431 від 07.09.2005 року визнана датою заснування міста Самарі. 
Проте фактично відомо, що повторне заселення спустошеного Присамар'я починається у період Нової Січі у 1736 році з початком Російсько-турецької війни (1735—1739), а існування міста як поселення зазначається у документах та на мапах тільки приблизно середини століття. Тому точного датування початку сталого заселення місцевості сучасної Самарі на сьогодні документально не підтверджено, офіційною датою визначено 1576 рік, а теоретичне заснування міста та його історію слід вести лише з 1736 року.

### Археологія
Археологічні дослідження у історичній частині міста майже не проводилися, що є основною причиною проблеми виявлення точної доби заснування міста.
Перші поселення на території сучасної Самарі належать до ІІІ тисячоліття до н. е. При розкопках курганів ямної культури бронзової доби, зокрема археологи виявили поховання, у яких знайшли зброю, крем'яні знаряддя праці, глиняні ліпні горщики. 
У 1932 році під час будівництва жерстекатального заводу розкопано і досліджено кілька курганів катакомбної та зрубної культур (ІІ—І тисячоліття до н. е.), зокрема курган «Велика Могила».

### Козацькі Вольності
Стародавня Самар (? — 1688)

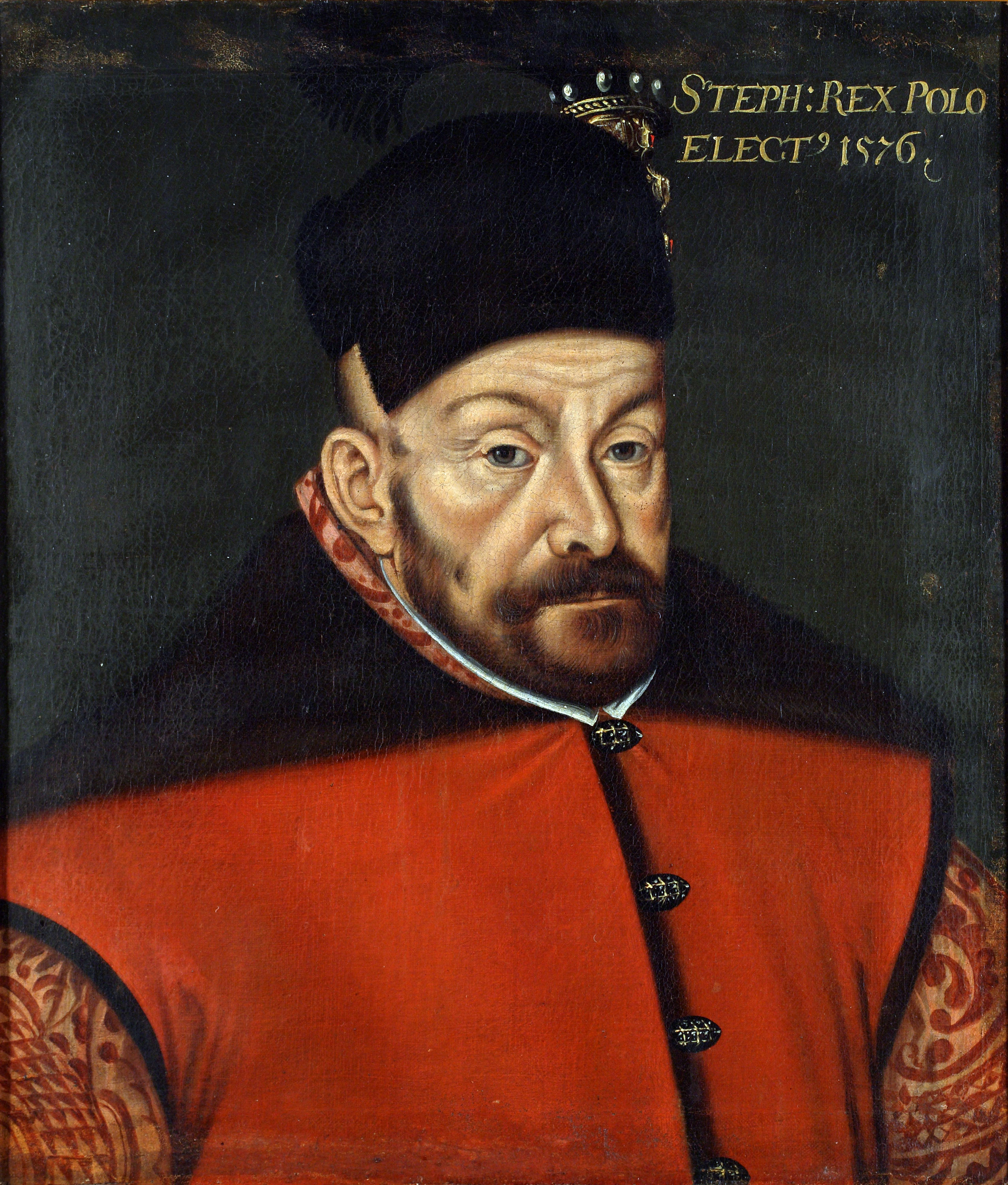
Степан Баторій

Визначити наявність козацьких поселень на території сучасної Самарі за історичними документами або за старими мапами до періоду Нової Січі без археологічних досліджень місцевості є майже не можливою. Єдиним документом, що підтверджує наявність на Самарі певних поселень давніх часів є грамота польського короля Стефана Баторія до козаків за 1576 рік про передачу їм старовинного містечка Самарі. Проте цей документ неодноразово підлягав сумніву. Зокрема залишається не зрозумілим відсутність інших джерел, де б згадувалося це місто, а відсутність його на мапах до 1688 року взагалі наводить на думки про підробку цього документу. Тим паче залишається не зрозумілим місцезнаходження цього поселення, розкопки у Старій Самарі на місці Старосамарського ретраншементу показують про наявність певного поселення на території селища Шевченко у межах сучасного Дніпра, а не Самарі. Проте цей документ є головним джерелом по визначенню офіційної дати заснування міста, але підтвердити його та легітимізувати можливо лише археологічними дослідженнями місцевості у майбутньому.
Період Нової Січі (1736 — 1775)

Паланки Війська Запорізького Низового, де місто позначено історичним неологізмом «Нова Самара»

Реконструкція герба Самарської паланки на основі її печаток

Заселення місцевості сучасної Самарі, поступовий розвиток і ріст поселення та становлення у середині 18 століття центром усієї Самарської паланки, однієї з найбагатших та заселених разом з Кодацькою паланкою, зумовлено її розташуванням на правому убезпеченому березі річки Самарі, біля святині запорожців, головного військового монастиря усього низового козацтва — Свято-Миколаївського пустельного Самарського монастиря та знаходженням поруч із містом Калинового броду та нелегального Злодійського торгівельного шляху.
Усі вище зазначені чинники спонукали зародженню на цій місцевості й з десятка інших малих слобід, котрі переважно підпорядковувалися Самарському монастирю, але саме розташування тодішнього Самарчика на пагорбі, поблизу степової річки, лісу та біля броду зробили його найкращим претендентом для облаштування в ньому полкової адміністрації Самарської паланки, що визначило його будучу долю, як центру усього Присамар'я та загалом Східного Запорожжя у період козацьких вольностей.

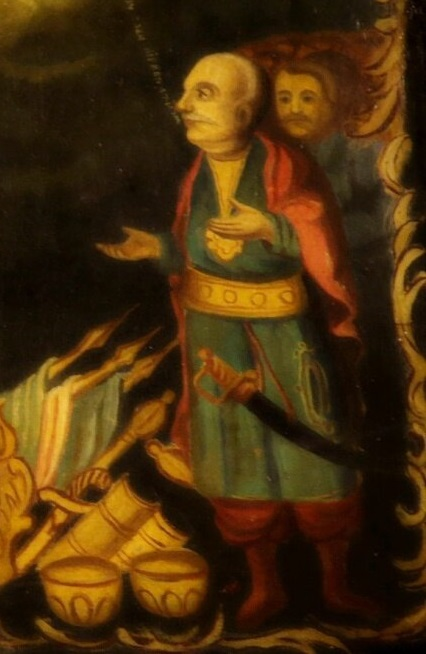
Петро Іванович Калнишевський

Під час повторного заселення нижнього Посамар'я у паланкової старшини виникали конфлікти з керівництвом Старої Самарі підпорядкованої однойменній сотні Полтавського полку Гетьманщини відносно господарювання на навколишніх поселенню землях, тому для їх вирішення до слободи 23 липня 1757 року особисто приїзжали тоді ще осавул Петро Калнишевський та полковий писар Іван Глоба, завдяки чому питання було вирішено на користь низового козацтва, коли 20 жовтня 1761 року гетьман Кирило Розумовський видав ордер за яким передав старосамарських мешканців у повне розпорядження Війська Запорізького Низового.

Політичний устрій українських земель (1740-1750):
Гетьманщина
Слобідські полки
Військо Запорозьке Низове

У 1762 році Кіш Запорізької Січі у свою чергу видав розпорядження розігнати мешканців Старої Самарі аби жодного там мешкати не залишилось. Більшість жителів містечка перебралися до козацької Самарі, що остаточно закріпило її головування серед новозаселених слобід Самарської Товщі.
У 1750—1775 роках населення Самарчика та паланки суттєво зростає за рахунок міграції до Вольностей родин із Правобережжя, Лівобережжя та Слобожанщини, особливо після 1764—1765 років, коли були знищені автономії Гетьманщини та Слобідських полків. За Сповідною книгою Старокодацької Хрестової наміснії, містечко Самарчик було найбільшим населеним пунктом в її межах. У ньому нараховувалося 255 дворів, а загальний склад населення містечка досягав 4 632 осіб різного віку і статі. Саме в цей період за містечком закріплюється інша його народна назва — Новоселиця. Під кінець існування козацького устрою в містечку проживало 9 227 осіб, що перевищувало або рівнялося тодішньому населенню таких міст як: Чернігів, Кременчук, Лубни, Глухів, Полтава та Конотоп.
Містечко являло собою торгівельний та духовний центр, де жителі навколишніх поселень могли збувати вироблену продукцію на місцевому базарі, а на церковні свята коло монастиря або біля самої слободи влаштовувалися ярмарки, куди приїзжав люд із усіх Вольностей. Основним же промислом жителів містечка були хліборобство, сінокіс, скотарство (особливо конярство), бджільництво, риболовля, полювання та столярство.
У 1772 році за ініціативи самарської старшини, зокрема її полковника Антона Головатого, під наглядом та за проєктом відомого церковного будівничого Якима Погребняка починається спорудження Троїцького собору, найбільшого храму усього тодішнього Запорожжя. У цей час до слободи прибуває Кирило Тарах-Тарловський, де оселяється та займається розвитком Самарського монастиря, а після ліквідації Січі й усього Присамарського краю.
У цей історичний період в околицях Самарі діють гайдамаки. У серпні 1774 року у Старій Самарі під керівництвом Василя Журби були спроби до повстання на підтримку селянського повстання Омеляна Пугачова.
Під час ліквідації Запорізької Січі у 1775 році місто займають російські війська, що знаменує кінець козацького устрою на землях Присамар'я.

### Російська імперія

Герб міста, затверджений 29 липня 1811 року

У 1776 році Новоселиця стає пунктом дислокації Полтавського пікінерного полку.
Герб міста Самар російської доби: у нижній частині на малиновому полі гербу зламана козацька шабля, як нагадування нащадкам козаків про ліквідовані московською імперією їхні дідівські вольності та знищене (1775) українське козацтво.

Богородицька фортеця (унизу за річкою Кримка) на місці Самарі

Після ліквідації Запорозької Січі Новоселиця увійшла спочатку до складу Азовської губернії. 1784 року утворене Катеринославське намісництво.

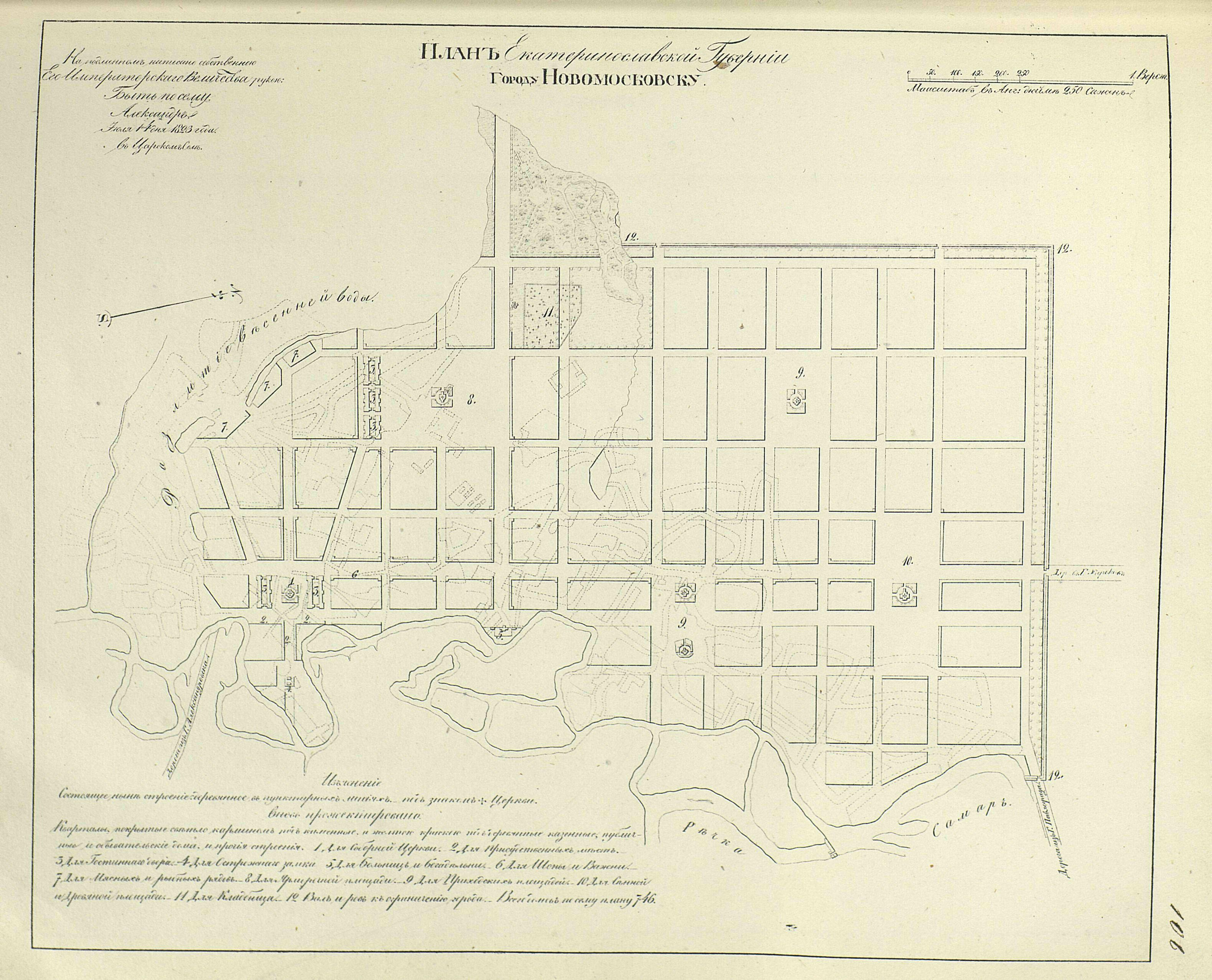
Генеральний план міста, затверджений 14 липня 1803 року, який передбачав повну перебудову міста

Історія перейменування міста Самара тісно пов'язана з іншою історією створення-перейменування міста Катеринослава у ході реалізації Російською імперією заходів з ліквідації Січі, а також «розкозачування» і закріпачування місцевого населення. З історичних джерел (4) відомо, що у середині XVIII століття князь Потьомкін насаджав у цих краях волю російської цариці Катерини. Бажаючи улестити імператрицю фаворит замість будівництва рядового губернського міста московії «замислил казенным счетом южную столицу для Царицы устроить, именовавонную — Екатеринославлем». При цьому, місце під Катеринослав Потьомкін вибрав вкрай невдало. Це була заболочена місцевість у гирлі річки Кільчень (поруч з м. Підгороднім на сучасному Самарському острові), яка періодично затоплювалась весняним паводком. Будівництво Катеринославу базувалося на укріпленнях Самарського ретраншементу та зникаючої Старої Самари. Закладаючи міські квартали Катеринослава-І, Потьомкін зрештою зрозумів недолугість проекту і залучивши «доктора Шенфогеля осмотреть все селения вокруге», все-ж вирішив розмістити губернське місто Катеринослав на правому високому березі Дніпра. Однак, щоб приховати власні прорахунки та бездарну трату казенних коштів, Потьомкім наказав будувати місто не «з нуля», а наказав перейменувати давнє козацьке поселення — Половицю, (на той час налічувалось 250 подвір'їв та 800 мешканців) у Катеринослав (Катеринослав ІІ). При цьому, попереднє провальне будівництво «южной столицы» перейменував у будівництво «новога уезднаго городка Новомосковск», у величаво-московсько-імперському стилі. Зрозуміло, що з тих же самих причин Новомосковську-І не судилось процвітати на «гиблом месте», як його  визначив «доктор Шенфогель». Тому, з подачі губернатора Азовської губернії — Василя Черткова у 1786 році м. Новомосковськ І було перенесено нижче за течією річки Самари впритул до Новобогородицької фортеці, тобто на місце старовинного Самару (Старої Самари). На той час мало назву Богородицьк, а згодом стало містом Новомосковськ ІІ.
Сама Новобогородицька фортеця була збудована росіянами у 1686 році, зокрема князем В. Голіциним (разом з гетьманом Іваном Мазепою) під час Кримської війни. Головне завдання, яке мала вирішувати фортеця, це розчленування Війська Запорозького Низового, тобто відокремлення від нього найчисленнішого підрозділу — Самарської паланки разом з Флотом Січі. Таку саму роль для поляків виконувала Кодацька фортеця, що стояла там-же, але на іншому березі Дніпра. Для захисту південних кордонів Російською імперії використовувалась інша лінія фортець і укріплень — вздовж річки Орелі, тодішнього російського кордону з Запорозькою Січчю. Однак, вказане укріплення так і не змогло суттєво вплинути на хід історії, оскільки невдовзі після його будівництва у 1690—1691 роках фортецю та Стару Самар викосив «Чумний Мор». Понад 5 років у фортеці ніхто не проживав, навіть полковники полтавські відмовлялись виконувати наказ Івана Мазепи щодо несення служби у фортеці, а згодом у 1712 році Новобогородицька фортеця була розібрана за умовами Прутського договору після поразки російського царства у війні з турками.

У 1736 році, графом Мініхом на місці фортеці було відновлено частину земляних укріплень «велично» названих — «Старо-Самарським ретраншементом» (від містечка Стара Самар). Заселяти нове укріплення планувалось не російськими військами, а місцевими козаками. Однак, після розорення Запорозької Січі у 1775 році Стара Самар разом зі «Старосамарським ретраншементом» перестали існувати. Так, у 1791 році священик В. Власовський (під час находження тут Новомосковська ІІ) доповідав Катеринославському архієпископу Амвросію: «В городе жителей, кроме городничаго с штатною командою, с ротою солдат и некотораго числа канцелярских служителей, ныне уже никого не имеется, все разошлись по разным местам». Таким чином, потуги російських чиновників штучно утворити «величне повітове місто», у черговий раз — провалились. Слід зауважити, що всі пересування та перенесення повітового міста Новомосковськ здійснюватись фактино тільки на папері. Попередні експерименти, у тому числі з Новобогородицькою фортецею, не мали шансів, оскільки вибрані місця були «гиблими для проживания (по Шенфогелю)» тобто непридатними для будівництва і проживання, а «штучність» поселень призводила до їх швидкого занепаду і зникнення (13). З вказаних причин, з метою «остаточного» вирішення питання «повітового міста Росії», у 1794 році імперські чиновники з формулюванням «…ввиду слишком близкаго расположение уездного города к губернському (Катеринославу)» у черговий раз Новомосковськ (ІІ) перемістили (на папері) «…вверх по течению Самари к городку Новоселице» до найбільш заселеної території Посамар'я (4). Саме з 1794 року Новомосковськ й отримав таку назву.

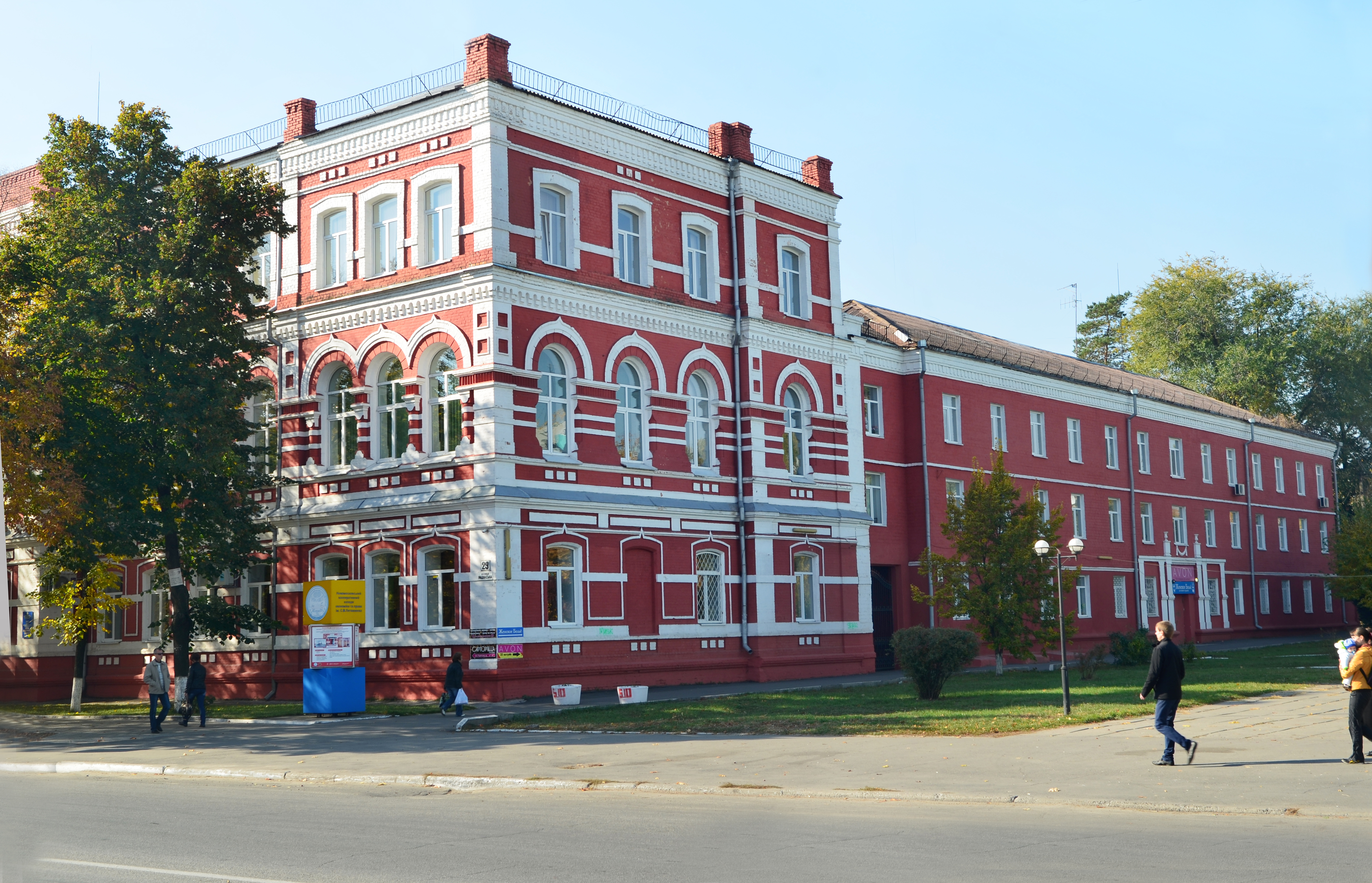
Навчальний корпус кооперативного технікуму

У XIX столітті Новомосковськ був повітовим містом, в якому проживало 7 919 жителів. Місто мало 1 095 дерев'яних будинків. Тричі на рік тут відбувалися ярмарки.
У місті існують чотири площі — Соборна (навпроти Троїцького собору, зберіглася понині), Ярмаркова (на місці Новомосковського фахового коледжу Національної металургійної академії України, не зберіглася), Пшенична (у передмісті Кущівка, не зберіглася) та Дерев'яна (нині — Площа Героїв).
Діє три дерев'яні (Троїцька, Воронівська та Цвинтарська) та цегляна (Толгська) православні церкви, існує католицька каплиця та синагога.
Функціонують школи при церквах, першою з яких вважається школа при Самарському монастирі.
Напередодні реформи 1861 року, у Новомосковську проживало 9 786 жителів. Основну частину економіки становило сільськогосподарське виробництво. Було декілька дрібних підприємств легкої промисловості (салотопні, воскобойні, шкіряні, цегляні).
У 1824 року відкрита перша російська школа. 1861 року діяли повітове, парафіяльне, казенне відкрите чотирирічне земське ремісниче училище. У ньому викладали ковальську, слюсарну, теслярську справи. До училища приймали хлопчиків 14 років, які закінчили народну школу.
У 1890 році місто відвідав відомий американський мандрівник Томас Стівенс, про що написав у книзі «Через Росію на мустанзі» (англ. Through Russia on a Mustang).
За переписом 1897 року чисельність населення Новомосковська становила 12 900 осіб.

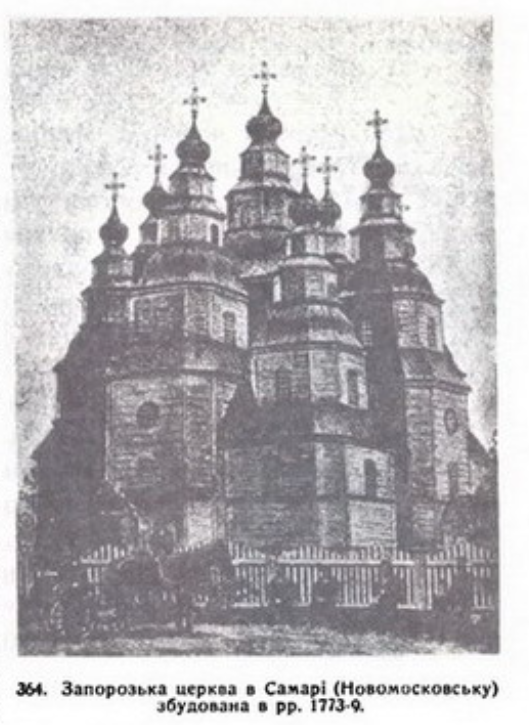
Грушевський М., Ілюстрована історія України (1913)

У жовтні 1905 році в місті відбувалися масові заворушення і страйки, у сутичках поліції і трудящих загинуло 2 людей. Для їх придушення було оголошено воєнний стан та введено сотню козаків і роту солдат. Напередодні Першої світової війни економічне життя міста дещо пожвавилось. Цьому сприяло будівництво двох залізничної колії сполученням Харків — Херсон та гілки на Павлоград.

### Визвольні змагання
В ході революційних та воєнних подій 1917—1919 років у Новомосковську неодноразово змінювалась влада. В грудні 1919 року у Новомосковську було остаточно встановлено радянську владу.
Українська Народна Республіка (7 (20) листопада 1917 — січень 1918)
Після проголошення ІІІ універсалу Українською Центральною Радою Новомосковськ переходить під владу УНР. Першою адміністративною будівлею, над якою підняли прапор України, була Новомосковська земська управа. Сталося це 9 листопада 1917 року, коли у місті відбулось Перше демократичне земське зібрання, і саме під час нього на балконі управи, вперше у Новомосковську, був піднятий жовто-блакитний прапор. У грудні стає частиною адміністративної одиниці УНР — Самарська земля з центром у Кременчуці.

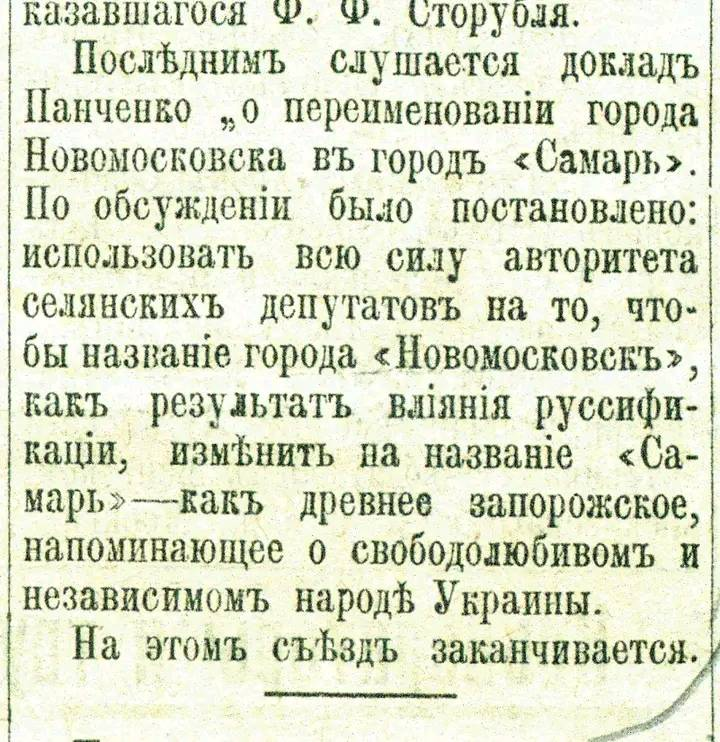
Витяг з газети «Новомосковская жизнь» (листопад 1917 року)

29 жовтня 1917 року на одному з повітових з'їздів у докладі «О переименовании города Новомосковска» змінити назву міста, як результат впливу русифікації на назву «Самарь», що є стародавньою й запорозькою та нагадує про волелюбний та незалежний народ України.
Українська Народна Республіка Рад (січень 1918 — квітень 1918)
У січні місто переходить під окупаційну радянську владу маріонеткової держави УНРР.
Українська держава (квітень 1918 — січень 1919)
Після підписання Брест-Литовського мирного договіру Новомосковськ переходить під владу відновленої української держави — Гетьманату Скоропадського, під протекторатом Німецької імперії.
Махновщина (грудень 1918 — кінець грудня 1918)
У грудні 1918 року містом оволодівають війська Махно. Проте під січень їх вибивають війська Гетьманату.
Українська Радянська Соціалістична Республіка (початок січня 1919 — липень 1919)
Після падіння Німецької імперії у Першій світовій війні Радянська влада знову вторгається в Україну і у січні 1920 року встановлює контроль над Новомосковськом.
Біла Армія (липень 1919 — кінець грудня 1919)
З липня 1919 року Новомосковськ контролювала влада Білих та, інколи, сили Махно, з якими білі вели бої за ці території.
Радянська окупація (з січня 1920)
У грудні-січні радянські сили вибивають білих з Новомосковська і остаточно закріплюють свою владу на цій території.

### Радянський Союз

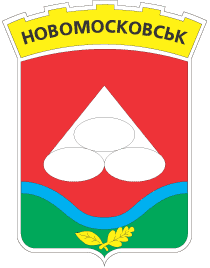
Герб Новомосковська за радянських часів

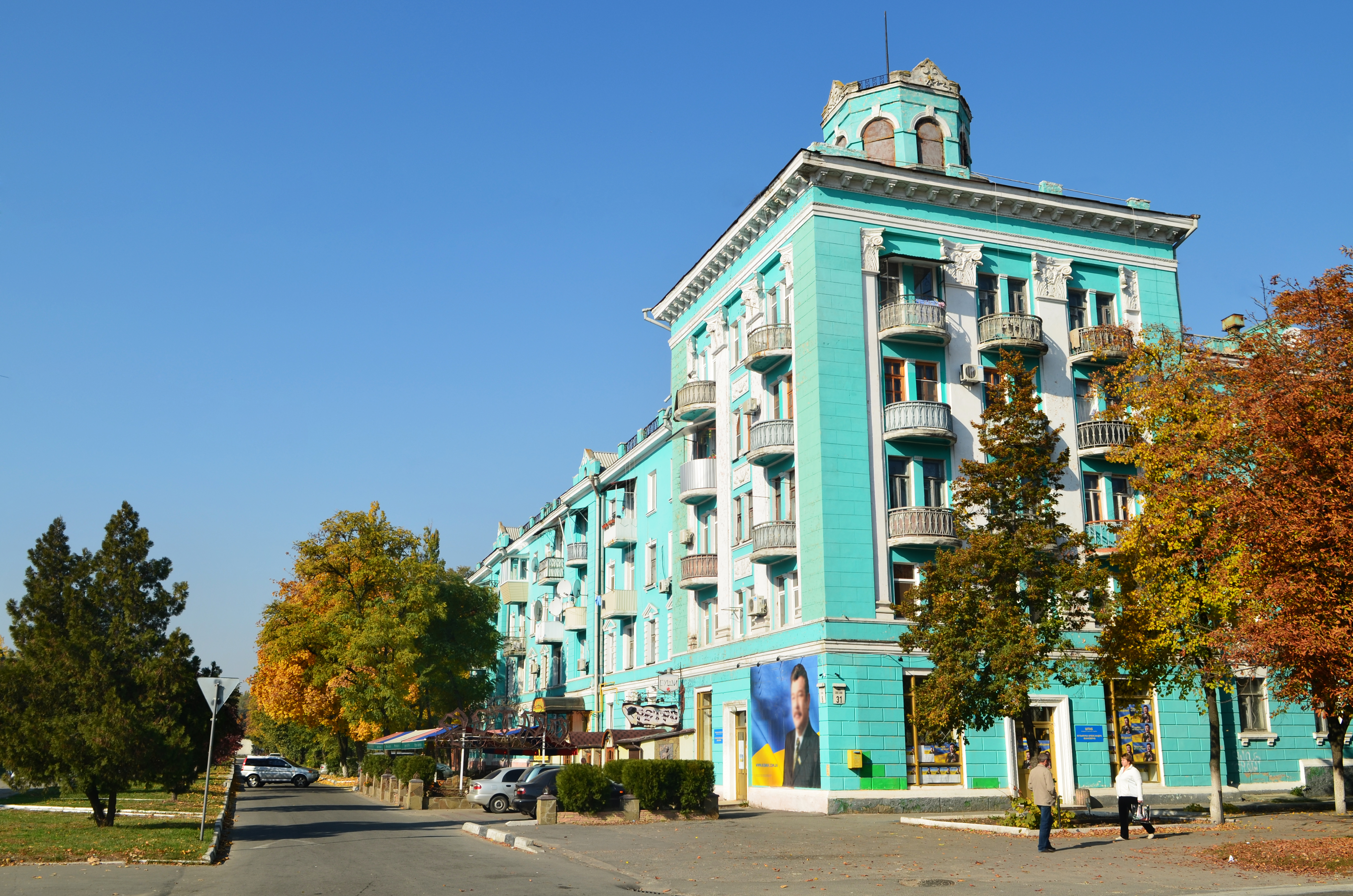
Радянська забудова міста

Згодом місто увійшло до складу УРСР. 1923 року до складу міста увійшли передмістя: Подол, Перевал, Кущівка, Красний Кут. 1927 року відкрито регулярне автобусне сполучення з обласним центром.
Під час організованого радянською владою Голодомору 1932—1933 років померло щонайменше 1208 жителів міста.
1932 року розпочато будівництво найбільшого на той час у Радянському Союзі жерстекатального заводу. 28 березня 1935 року було введено в експлуатацію листопрокатний стан. Завод виробляв тонколистовий метал, декоративну й оцинковану покрівлю, білу жерсть і забезпечував цією продукцією оборонні заводі. На ньому працювало до 6 тисяч робітників.
1937 року до складу міста включені передмістя Воронів Кут і Животилів Кут. Того ж року відкрито шпалопросочувальний завод.
У 1939 — 40 роках — місто обласного підпорядкування. На початку 1941 року в місті проживало 38 800 мешканців.
В ході німецько-радянської війни сили Червоної армії зайняли місто 22 вересня 1943 року.
1958 року село Кулебівка ввійшло до складу міста. Того ж року жерстекатальний завод перейменований на Металургійний.
По закінченню німецько-радянської війни розпочалася активна відбудова міста, під час якої місто втратило чимало історичної забудови.
1963 року комуністи повторно закрили Свято-Троїцький собор і відкрили там Історико-краєзнавчий музей. 1972 року відкрито завод залізобетонних і електротехнічних виробів. 1973 відкрита нова швейна фабрика. 1977 року відкрита нова меблева фабрика. 1981 року побудовано новий автовокзал.
1988 року відновив діяльність Свято-Троїцький собор.

### У Незалежній Україні

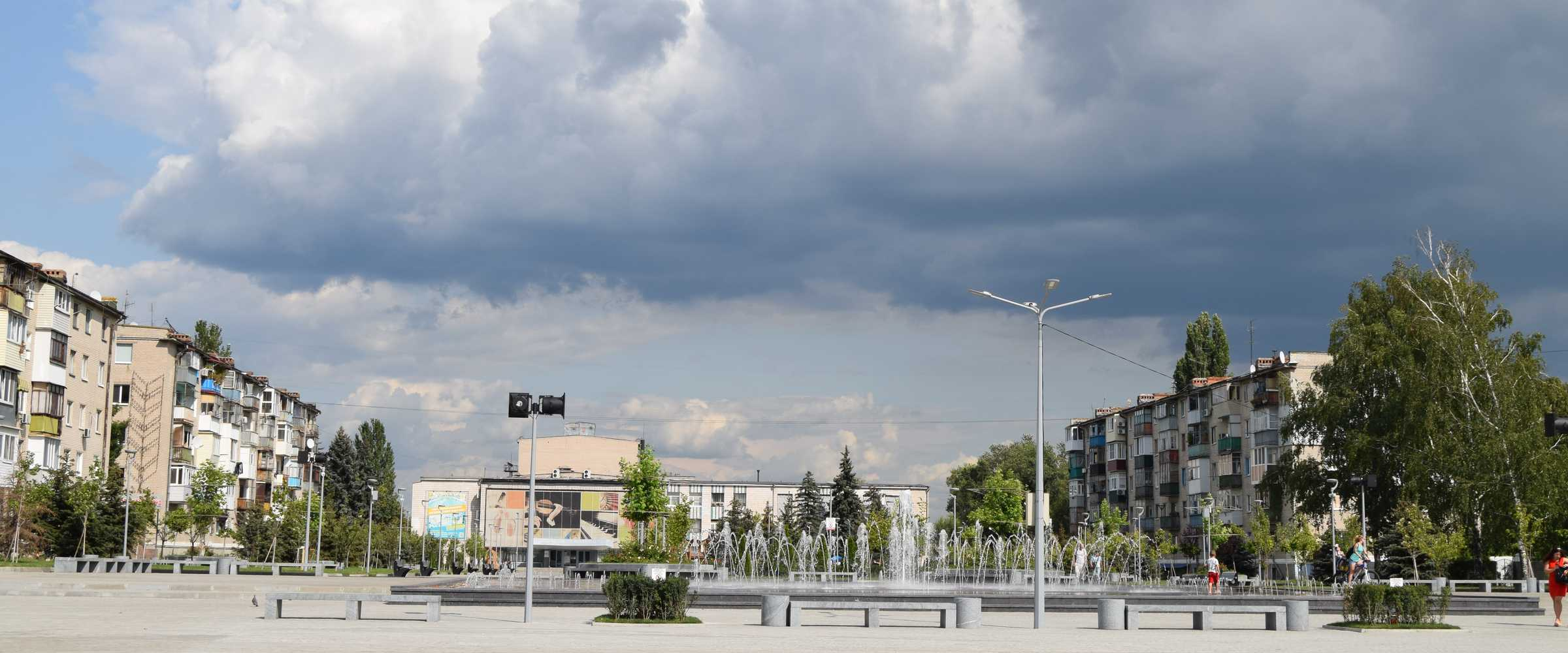
Площа Героїв після реконструкції (2017—2018)

6 грудня 2014 року міста дістався Ленінопад.
У 2014—2015 роках починається зароджуватися ідея перейменування міста, проте назва не підпадає під закон про декомунізацію. Йде декомунізація назв вулиць міста, з'являються назви, що увіковічують козацьке минуле краю, як наприклад Паланочна, Гетьманська та Калнишевського.
У 2018 році закінчено реконструкцію площі Героїв, на якій з'явився світломузичний фонтан, що став ще однією візитною карткою міста, та започатковано два нових свята — «День відкриття фонтану» навесні та «День закриття фонтану» восени. Під час обох свят, зазвичай увечері, проходить світломузичне шоу, яке збирає багато жителів міста. Після початку пандемії COVID-19 ці заходи не проводяться.
У 2022 році, в ході російського вторгнення в Україну, відновлюється ідея перейменування міста, яку підтримує чинний мер Новомосковська Сергій Рєзнік. Під час голосування найбільшу кількість голосів набрали варіанти назв «Новосамарськ», «Нова Самар»/«Самар» і «Новоселиця». Того ж року йде активна дерусифікація назв та топонимів вулиць міста.
21 лютого 2024 року комітет Верховної Ради України ухвалив рішення про перейменування міста на Самар відповідно до норм чинного правопису.

## Географія

### Географічне розташування
Місто розташовано на правому березі річки Самари, лівої притоки річки Дніпро, та декількох безіменних її приток, на заході Самарських плавень та Самарської Товщі, за 25 км на північний схід від міста Дніпро у межах Орільсько-Самарської низовинної степової фізико-географічна області. На північ від міста розташований пагорб «Мар'янівська гора», на захід — безіменна болотиста місцевість з рядом дрібних річок, на південь — залишки Самарських плавнів та Самарська затока, на схід — Самарська Товща. Самар є найбільшим містом області, що повністю розташовано по праву сторону річки Самарі.

### Екологія та туризм

#### Самара
Самара — основна «артерія» міста. Завдяки їй працюють майже всі сектори економіки міста. Проте, сама річка має багато екологічних вад, які з часом накопичуються. Сама річка із року в рік «цвіте», бувають локальні мори риби, спостерігається її мінералізація. Проте річка все одно залишається привабливою для туристів, а для міста — головним ресурсом.

#### Самарські плавні
Головна рекреаційна зона Самара. Знаходиться через правий рукав Самари відносно міста. Самарські плавні являють собою лісові масиви, заплавні озера, рукави Самари, стариці, плавні тощо. Є улюбленим місцем відпочинку мешканців міста.

#### Паркові зони
Центральний міський парк імені Сучкова — головний парк міста. У парковій зоні наявні атракціони, пляж «Жабеня», ігровий майданчик для пляжного волейболу, 2 кафе, дитячий басейн, міська набережна, «Горбатий» міст, «Алея героїв Російсько-української війни», фонтан «Слон» тощо.
«Молодіжний острів» — зона відпочинку на перехресті вулиць Паланочна та Бориса Джонсона. Наявний пляж, ігрові майданчики для пляжного волейболу, спортивний майданчик, місця для риболовлі тощо. У 2022 році планувалося оновити острів, проте, через російське вторгнення в Україну у 2022 році, ці плани були відкладені.

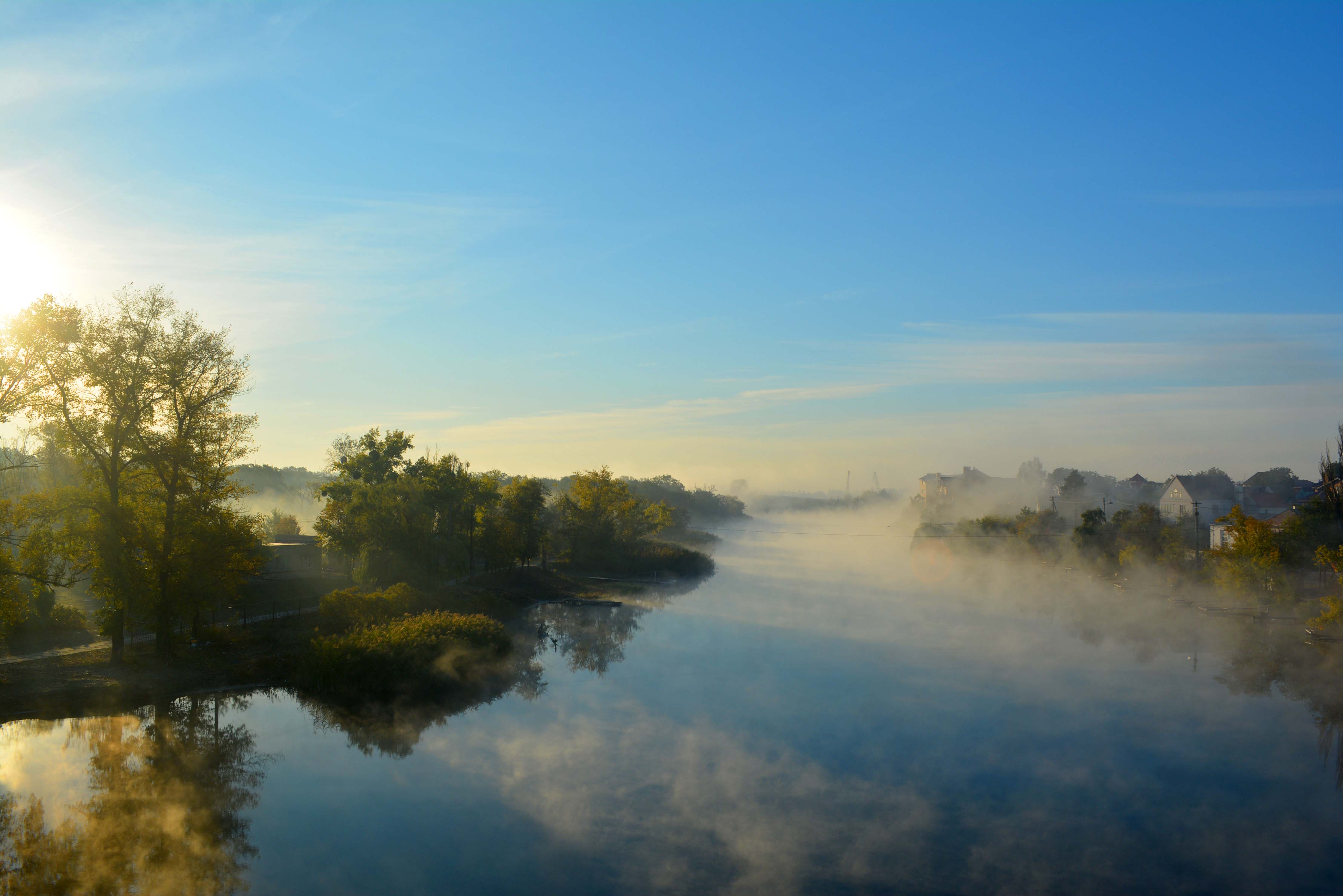
Ранкова Самара
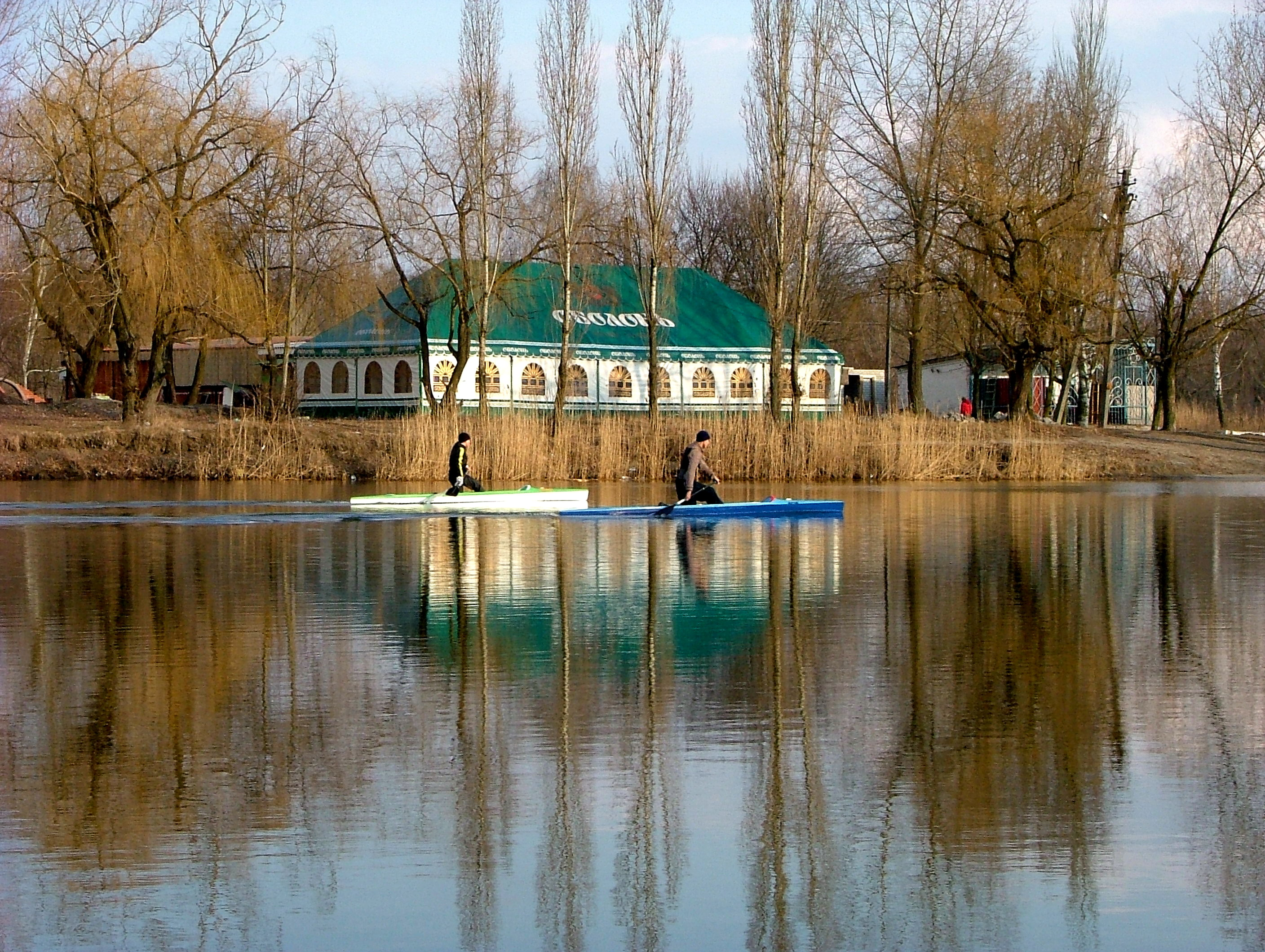
Краєвид осінньої Самари з міської набережної
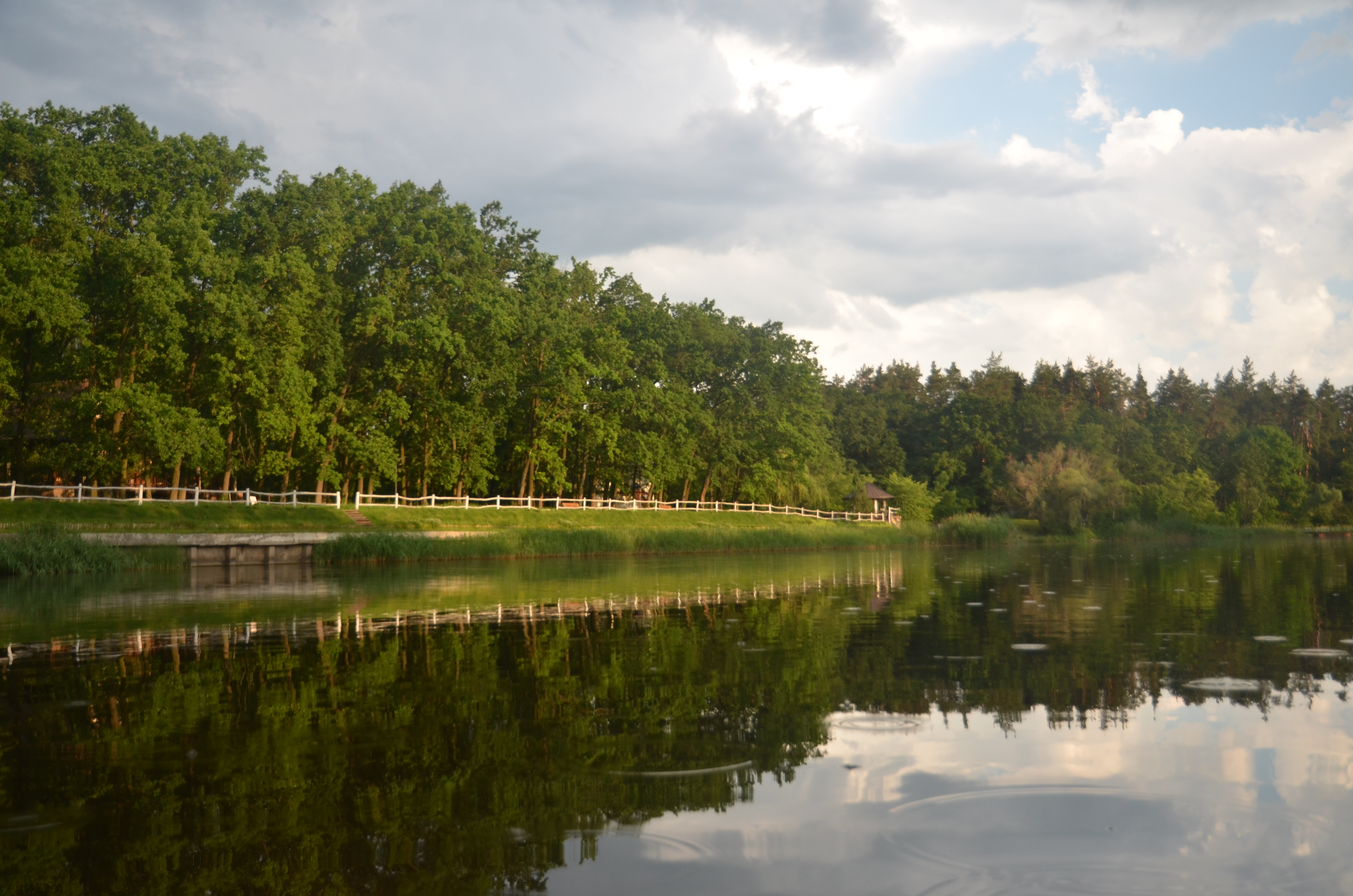
Літня Самара
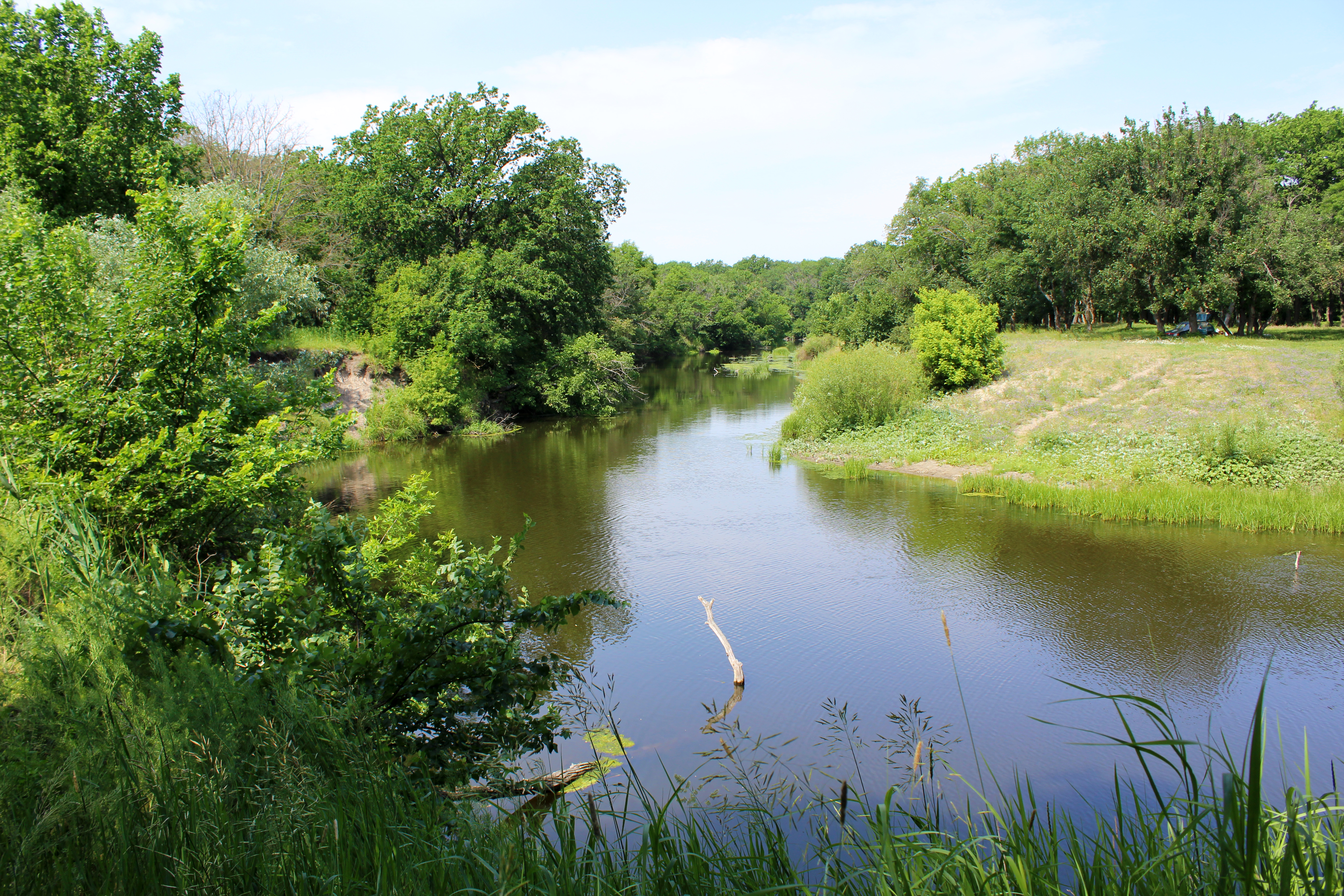
Самарські плавні

## Управління

### Влада

Партійний розподіл міської ради Самарі станом на 01.02.2025 рік:
Позафракційні: (7)
Слуга народу: (6)
Зелені: (4)
Європейська Солідарність: (4)
Пропозиція: (4)
Батьківщина: (4)
Українська перспектива: (3)
Нова політика: (3)
За майбутнє: (3)

Самар є адміністративним центром Самарівського району та Новомосковської міської територіальної громади Дніпропетровської області.
Управління громадою здійснює Самарівська міська рада, до якої нині входять 38 депутати, яких обирає громада міста терміном на 5 років. З 2020 року у раді представлені 8 політичних партій: «Слуга народу» (6 депутатів), «Зелені» (4 депутатів), «Європейська Солідарність» (4 депутатів), «Пропозиція» (4 депутатів), «Батьківщина» (4 депутатів), «Блок Вілкула «Українська перспектива»» (3 депутатів), «Нова політика» (3 депутатів), та «За майбутнє» (3 депутатів), а також 7 позафракційних депутатів, бувших представників нині забороненої «ОПЗЖ». Виконавчу владу очолює міський голова, котрим від 25 жовтня 2020 року є Сергій Рєзнік та Виконавчий комітет, який складається з 15 членів.
Управління районом здійснює Самарівська районна рада, до якої нині входять 42 депутати, які обираються населенням району, включно з районним центром — Самар'ю, терміном на 5 років. З 2020 року у раді представлені 5 політичних партій: «Слуга народу» (12 депутатів), «Європейська Солідарність» (6 депутатів), «Батьківщина» (5 депутатів), «Пропозиція» (4 депутатів), «Блок Вілкула «Українська перспектива»» (4 депутатів), а також 11 позафракційних депутатів, бувших представників нині забороненої «ОПЗЖ». Головою районної ради є Сергій Храпов.
Судова влада міста та району знаходиться в юрисдикції Новомосковського міськрайонного суду Дніпропетровської області.

### Територія
Територія міста займає площу у 36 км2, проте через відсутність точно закріплених меж громади це число є приблизним. 
Хоча територія Самарі не поділяється на райони, існує умовний поділ міста на такі історичні місцевості:
- Паланка (Середмістя, Центр) — осередок появи та розвитку міста, його центральна та урбанізована частина. До Паланки також відносяться Кущівка, Гавришів Кут, Поділ, Красний Кут, Матня та Ярмарок.
- Воронівка — приєднане до міста у 1937 році північне передмістя. До Воронівки також відносяться Ковалівка та Корея.
- Решетилівка (Решетилів Кут, Решкут) — приєднане до міста також у 1937 році найпівнічне передмістя. До Решетилівки також відносяться Салган, Районка та Злодійський Кут.
- Перевал — приєднане до міста у 1923 році південне передмістя, розташоване на однойменному острівці. До Перевалу також відносяться Глоди.
- Животилівка — приєднане до міста у 1937 році приміське поселення.
- Кулебівка — приєднане до міста у 1958 році приміське робітниче поселення. До Кулебівки також відносяться Кулебівська Промзона, Північна Промзона та Переїзд.
- Привокзалля — місцевість міста між Воронівкою та Кулебівкою, забудована переважно у ХХ столітті після будівництва через місто гілок Катерининської залізниці. До Привокзалля також відноситься Передмістя.
- Завод — місцевість міста між Животилівкою та Кулебівкою, забудована у ХХ столітті після побудови на її теренах жерстекатального заводу. До Заводу також відноситься Призаводдя.
- Бойня — заболочена та майже незабудована місцевість міста між Паланкою, Животилівкою та Перевалом. До Бойні також відносяться Піски.

## Населення
Через відсутність сучасних переписів населення України з 2001 року населення міста до російського вторгнення в Україну оцінювалося як приблизне до 70 000 осіб.
| 1766     | 1775     | 1776     | 1779     | 1787      | 1797      | 1820      |
| -------- | -------- | -------- | -------- | --------- | --------- | --------- |
| ▲ 4 632  | ▲ 9 227  | ▼ ~8 400 | ▬ ~8 500 | ▲ ~11 400 | ▼ ~10 000 | ▼ ~5 000  |
| 1850     | 1859     | 1862     | 1882     | 1897      | 1926      | 1937      |
| ▲ 8 950  | ▲ 10 317 | ▼ 9 902  | ▲ 10 515 | ▲ 12 883  | ▲ 15 167  | ▬ ~15 000 |
| 1939     | 1959     | 1970     | 1979     | 1989      | 2001      | 2024      |
| ▲ 29 316 | ▲ 44 243 | ▲ 61 013 | ▲ 69 245 | ▲ 75 608  | ▼ 71 860  | ▼ 66 280  |

### Національний склад
Абсолютна більшість містян вважають себе за національністю українцями згідно з переписом 2001 року та по сьогодення. Серед національних меншин найбільшими є російська, білоруська, вірменська та ромська.
| Розподіл населення Самарі за національністю згідно з переписом 2001 року | Розподіл населення Самарі за національністю згідно з переписом 2001 року | Розподіл населення Самарі за національністю згідно з переписом 2001 року | Розподіл населення Самарі за національністю згідно з переписом 2001 року | Розподіл населення Самарі за національністю згідно з переписом 2001 року |
| ------------------------------------------------------------------------ | ------------------------------------------------------------------------ | ------------------------------------------------------------------------ | ------------------------------------------------------------------------ | ------------------------------------------------------------------------ |
| Національність                                                           |                                                                          |                                                                          |                                                                          | Відсоток                                                                 |
| українці                                                                 | українці                                                                 |                                                                          | 84.45%                                                                   | 84.45%                                                                   |
| росіяни                                                                  | росіяни                                                                  |                                                                          | 13.34%                                                                   | 13.34%                                                                   |
| білоруси                                                                 | білоруси                                                                 |                                                                          | 0.48%                                                                    | 0.48%                                                                    |
| вірмени                                                                  | вірмени                                                                  |                                                                          | 0.30%                                                                    | 0.30%                                                                    |
| роми                                                                     | роми                                                                     |                                                                          | 0.28%                                                                    | 0.28%                                                                    |
| інші/не вказали                                                          | інші/не вказали                                                          |                                                                          | 1.15%                                                                    | 1.15%                                                                    |

### Мовний склад
Абсолютна більшість містян послуговуються в повсякденному житті та назагал українською мовою або несвідомо її суржиком із російською мовою. Другою за поширеністю мовою спілкування серед містян є російська. Проте остання майже не використовується в публічному вжитку.

Для місцевої української мови притаманні особливості відразу трьох говорів південно-східного наріччя, так як місто є їх умовним дільником, проте в мовленні більше домінує саме степовий говір. Прикладом для цього слугує назва міста, у котрій місцеві вимовляють «р'» з пом'якшенням у кінці слова — «Самарь».
| Розподіл населення Самарі за рідною мовою згідно з переписом 2001 року | Розподіл населення Самарі за рідною мовою згідно з переписом 2001 року | Розподіл населення Самарі за рідною мовою згідно з переписом 2001 року | Розподіл населення Самарі за рідною мовою згідно з переписом 2001 року | Розподіл населення Самарі за рідною мовою згідно з переписом 2001 року |
| ---------------------------------------------------------------------- | ---------------------------------------------------------------------- | ---------------------------------------------------------------------- | ---------------------------------------------------------------------- | ---------------------------------------------------------------------- |
| Мова                                                                   |                                                                        |                                                                        |                                                                        | Відсоток                                                               |
| українська                                                             | українська                                                             |                                                                        | 80.88%                                                                 | 80.88%                                                                 |
| російська                                                              | російська                                                              |                                                                        | 18.48%                                                                 | 18.48%                                                                 |
| вірменська                                                             | вірменська                                                             |                                                                        | 0.13%                                                                  | 0.13%                                                                  |
| білоруська                                                             | білоруська                                                             |                                                                        | 0.12%                                                                  | 0.12%                                                                  |
| ромська                                                                | ромська                                                                |                                                                        | 0.06%                                                                  | 0.06%                                                                  |
| інші/не вказали                                                        | інші/не вказали                                                        |                                                                        | 0.33%                                                                  | 0.33%                                                                  |

## Економіка
У місті працюють 124 промислових підприємства, серед яких найбільші:
- ВАТ «Новомосковський трубний завод» (основний вид продукції — труби),
- ПНВП «Полімер-Акація» є одним з найбільших виробників пінопласту в Україні.
- Завод ПКФ «КУРС» з виробництва промислових ультразвукових лічильників газу.
- ТОВ НВП «Дніпро-Контакт» (лакофарбовий завод)
- колективне підприємство «Швейна фабрика ПАН» (швейні вироби),
- ЗАТ «Новомосковська меблева фабрика»,
- ЗАТ «Новомосковський завод залізобетонних та електротехнічних виробів».
- ТОВ «Новомосковський посуд»
- Новомосковський завод мінводи

За даними на 2009 рік, промисловими підприємствами міста реалізовано продукції на суму 1 452 млн грн.
Станом на 2021 рік доходи бюджету Новомосковської міської територіальної громади становлять у сумі 511 401 311 гривень.

## Транспорт
Через Самар пролягає автошлях міжнародного значення М18 (Харків — Запоріжжя — Сімферополь — Ялта), яка є частиною європейського маршруту E105, а також автошлях М04, що є частиною європейського маршруту E50.
Місто також є великим залізничним вузлом, із залізничною станцією Новомосковськ-Дніпровський.
У 1910 році планувалося побудувати трамвайну лінію, яка б сполучила Катеринослав (Дніпро) з Новомосковськом. Проєкт так і не вдалось реалізувати бельгійським акціонерним товариством через Першу світову війну та буремні події.
27 квітня 2022 року районна влада демонтувала стелу «Новомосковський район».

## Культура

### Музична спадщина
«А Самара — річка не глибока» (історична козацька пісня)

А Самара річка неглибока
І на перевозі неширока.
А луги з берегами
Не проходять з кораблями.
А колись було проходили
І бурлаченків проводили, А теперь не проходять
І бурлак не проводять, -
Все за вражими панами
Та віють вітри все бойнії
Та ідуть дощі заливнії
Та на землю спадають
А траву напояють, -
Все цвітами зукрашають.

### Архітектура та пам'ятки

#### Церковна архітектура
Більшість старовинних церков та соборів міста були знищені радянською владою у першій половині XX століття. Вцілів від «червоного варварства» тільки Троїцький собор та Свято-Миколаївський пустельний Самарський монастир.

##### Свято-Троїцький собор
Троїцький храм (пл. Соборна, 1) споруджено протягом 1772—1781 років народним майстром Якимом Погребняком із дерева без жодного залізного цвяха. Конструктивне вирішення споруди не має аналогів у світовій архітектурі. Це дев'ятизрубна дев'ятибанна церква, висота якої до ремонту сягала 44 метрів. Фахівці відносять цей храм до слобожансько-полтавського архітектурного стилю епохи «українського бароко». Утім, ця споруда вважається унікальною перлиною української дерев'яної архітектури. Сучасного вигляду Троїцький собор набув 1888 року в результаті перебудови за планом архітектора Харманського. Попри декларування, що перебудова здійснювалася «за старим зразком», Харманський вніс в архітектуру собору достатньо багато змін, не порахувавшись з задумами будівничих XVIII ст., які створювали певні оптичні ілюзії для кращого візуального сприйняття споруди.
Краса Троїцького собору надихнула багатьох митців, у тому числі і відомого українського письменника Олеся Гончара, який зробив його головним образом свого відомого твору «Собор».
- Вид з Соборної площі
- Свято-Троїцький собор Православна церква України
- Вид з річки Самара

##### Самарський монастир
Самарський монастир (Орлівщина, вул. Монастирська, 1) збудований спочатку, як Церква Святого Миколая у 1576 році козаками на острові серед обох рукавів Самари та згодом перетворена у 1602 році на монастир. Монастир підлягав безпосередньо Кошу Запорізької Січі та був місцем, де козаки зустрічали свою старість.

##### Інші церкви міста

###### Православні
- Свято-Троїцкий храм ПЦУ (вул. Паланкова, 32);
- Храм Покрови Пресвятої Богородиці ПЦУ (ж/м Перевал; вул. Глодянська, 19);
- Свято-Покровський храм (вул. Холодноярської бригади, 286);
- Храм ікони Божої Матері «Достойно Є» (Милуюча) (вул. Волонтерська);
- Храм ікони Божої Матері «Лікувальниця» (вул. Лікарняна, 1);
- Храм ікони Божої Матері «Самарської» (пров. Волгоградський, 23);
- Храм Святителя і сповідника Луки (Войно-Ясенецького) (вул. Гетьманська, 238 (на території ЦРБ Новомосковського району));
- Храм Святих Жон-мироносиць (Решетилівський Кут);
- Храм Святого архістратига Божого Михаїла (вул. Героїв-рятувальників, 3);
- Храм Сорока мучеників Севастійських (вул. Центральна, 20);

###### Католицькі
- Римо-католицький храм Святого Адальберта (Войцеха) (вул. Зіни Білої, 28)

###### Реформаторські
- Зал Царства Свідків Єгови (пров. Новомосковський, 7);
- Християнська церква «Нове покоління» (вул. Гавриїла Зелінського, 9);
- Церква Адвентистів сьомого дня (вул. Гетьманська, 169);
- Церква євангельських християн-баптистів (вул. Паланкова, 29-А);
- Церква євангельських християн-баптистів (пров. Академіка Жлуктенка, 1-6);
- Церква Християн Віри Євангельської (П'ятидесятники) (вул. Ігоря Ємельяненка, 202-Б);
- Церква «Шлях порятунку» (вул. Гетьманська, 239).

- Свято-Миколаївський пустельний Самарський чоловічий монастир
- Церква євангельських християн-баптистів
- Свято-Покровський храм
- Храм Самарської ікони Божої Матері
- Храм Сорока мучеників Севастійських
- Храм Архістратига Михайла
- Храм Святого Адальберта (Войцеха)
- Храм ікони Божої Матері "Лікувальниця"
- Свято-Троїцький храм
- Храм Покрови Пресвятої Богородиці
- Будівля колишньої Самарської синагоги

#### Визначні пам'ятники
- Пам'ятник Кобзарю;
- Братська могила радянських воїнів;
- Пам'ятник полеглим Героям АТО/ООС;[65]
- Оригінальний дерев'яний міст через річку Самару;
- Колишня синагога;
- Літак «МіГ-21» знаходиться на постаменті в центрі міста на головній площі. Встановлений у 1985 році на честь льотчиків 295-й авіаційно-винищувальної дивізії, які брали участь у визволенні Самара від німецько-фашистських військ у роки Німецько-радянської війни.
- Пам'ятник «Вічний вогонь» встановлений загиблим воїнам у німецько-радянській війні.

- Пам'ятники та визначні пам'ятки
- Пам'ятник "Літак „МіГ-21“"
- Пам'ятник Тарасу Шевченко на однойменній вулиці міста
- «Горбатий міст» через річку Самару, що веде до лісу
- Меморіал вічного вогню «Вічна Слава»
- Пам'ятний знак на честь полковника Олександра Сучкова
- Пам'ятник воїнам-героям АТО
- Пам'ятник жертвам Чорнобиля
- Пам'ятник партизанам Присамар'я
- Пам'ятник воїнам-афганцям
- Меморіал партизанам Новомосковщини

#### Історична забудова міста
Розташована в своїй більшості по вулицях Шевченка, Микити Головка, Гетьманській та Калнишевського і площах Героїв та Соборній.
- „Червоні будинки“ у стилі Сталінського ампіру, Площа Героїв
- Вулиця Шевченко, історична забудова часів Російської імперії
- Будівля банку, історична забудова часів Російської імперії, як і раніше залишається міським банком у наш час
- Будівля Новомосковського кооперативного коледжу, історична забудова часів Російської імперії
- Будівля колишнього кінотеатру "Авангард"

#### Бібліотеки
Новомосковська міська централізована бібліотечна система:
- Бібліотека-філія № 1;
- Бібліотека-філія № 2;
- Бібліотека-філія № 3;
- Бібліотека-філія № 4;
- Центральна дитяча бібліотека.

### Сценічне мистецтво

#### Палац культури «Металургів»
У місті діє Палац культури «Металургів». У вересні 2013 року, Новомосковська міська рада дала дозвіл ПАТ «Інтерпайп Новомосковський трубний завод» приватизувати цей об'єкт культури. Проте 24 березня 2020 року регіональне відділення Фонду державного майна по Дніпропетровській області ухвалило рішення щодо приватизації ПК «Металург». Палац виставили на аукціон. Стартова ціна, яку заявили, складала понад 8,3 млн грн.
Після цього Фонд отримав звернення від представників громади та влади про ризики зміни цільового призначення палацу після приватизації. Тому, як пояснили в Фонді, 13 травня 2020 року рішення про приватизацію ПК «Металург» скасували. Тоді балансоутримувач — завод — заявив, що палац культури «буде законсервований».

#### Будинок культури імені Олеся Гончара
Раніше мав назву «Будинок культури імені Кірова». Станом на 2022 рік продовжується загальна реконструкція території закладу.

### Втрачена культурна спадщина
Успенська церква Пресвятої Богородиці — знаходилася в мікрорайоні Воронівка на місці Професійно-технічного училища № 48. Була побудована за проектом Якима Погрібняка, як і Троїцький собор. Розібрана радянською владою.
Толгська церква — знаходилася на перехресті вулиць Шевченка та Кущівської. Була побудована на місці, де раніше розташовувався кущівський курінь. Розібрана радянською владою у кінці 1930-х років.
Церква з кладовищем на місці Швейної фабрики — існували одночасно з Успенською церквою Пресвятої Богородиці та Троїцьким собором. Знищені після Німецько-радянської війни.
Єврейське кладовище — знаходилося по вулиці Транспортній.
Будинок Тарловського — найстаріша будівля Самара, знищена місцевою владою у 2008 році.
Новомосковське міське (повітове) училище — відкрито у 1807 році, знаходилося на вулиці Шевченко, знищене у 20 столітті.
Будівля гуртожитку Педагогічного інституту (Кооперативного коледжу). Знищена після Німецько-радянської війни.

### Легенди

#### Підземний хід під Самарою
Існує легенда, що між Троїцьким собором та Самарським монастирем існує підземний тунель, яким користувалися козаки і мешканці монастиря у тяжкі часи.

#### Вінчання Нестора Махна
Існує легенда, що Нестор Махно провів вінчання у Самарській церкві.

## Міжміське партнерство
Міста-партнери Самарі:
- Кам'янець-Подільський, Україна (4 жовтня 2022) — охоплює напрямки освіти, культури та спорту[68];
- Більбао, Іспанія (з 9 листопада 2022) — охоплює напрямок модернізації міської системи водопостачання та водовідведення[69];
- Бранденбург-на-Гафелі, Німеччина (з 28 лютого 2023) — охоплює напрямки культури та спорту[70];
- Везель, Німеччина (з липня 2023) — охоплює різносторонні урбаністичні напрямки та гуманітарну допомогу[71];
- Покровськ, Україна (з 3 квітня 2025) — охоплює напрямки освіти, культури, спорту та підтримку ВПО[72].
- Кременець, Україна (з 9 серпня 2025) — охоплює різносторонні урбаністичні та культурні напрямки[73].
- Заліщики, Україна (з 9 серпня 2025) — охоплює різносторонні урбаністичні та культурні напрямки[73].

Райони-партнери Самарі:
- Семполенський повіт, Польща (з 1 липня 2025) — охоплює напрямки місцевого самоврядування, освіти, культури, охорони здоров’я, захисту довкілля та спорту[74].

## Відомі уродженці
- Білий Максим Іванович — український футболіст.
- Глущенко Микола Петрович — український художник та радянський розвідник.
- Горошко Ірина — українська танцюристка.
- Гребенюк Максим Олегович (1996—2015) — солдат Збройних Сил України, учасник російсько-української війни.
- Дорошенко Кирило Олександрович — український футболіст, півзахисник луганської «Зорі».
- Дубовик Руслан Вікторович (1980—2014) — солдат Збройних Сил України, учасник російсько-української війни.
- Іллєнко Вадим Герасимович — кінооператор, кінорежисер, народний артист України (2000).
- Коба Тамара Павлівна (* 1957) — українська радянська спортсменка-бігунка, майстер спорту СРСР міжнародного класу з легкої атлетики.
- Коваль Степан Миколайович — український режисер, художник-мультиплікатор.
- Колесников Семен Гаврилович — Герой Радянського Союзу.
- Костріченко Олег Володимирович — сержант Збройних Сил України, учасник російсько-української війни.
- Кушіль Олександр Дмитрович — старший сержант Збройних Сил України.
- Лапшин Ярополк Леонідович — радянський і російський кінорежисер, сценарист.
- Мітягін Олександр Петрович — молодший сержант Збройних Сил України, загинув у боях за Новоазовськ.
- Ніколенко Валерій Васильович (* 1951) — український прозаїк, есеїст.
- Таран-Жовнір Юрій Миколайович — академік НАН України, ректор.
- Попова Наталя Сергіївна — радянський математик, автор ряду підручників і навчальних посібників (народилася в Самару).
- Селіхов Роман Павлович (1976—2018) — старший сержант Збройних Сил України, учасник російсько-української війни.
- Скляренко Оксана Сергіївна — українська легкоатлетка, учасниця Літніх олімпійських ігор 2008 року у Пекіні.
- Віктор Скрипник — український футболіст і тренер.
- Челяда Олександр Олександрович (1981—2014) — солдат Збройних Сил України, загинув у боях за Донецький аеропорт.
- Четверіков Олександр Дмитрович (1992—2023) — молодший лейтенант Збройних сил України, учасник російсько-української війни.
- Ясногор Сергій Володимирович — сержант Збройних Сил України, загинув у боях за Іловайськ.

## Проживали
- Бєдарьов Роман Георгійович (* 2003) — український веслувальник; майстер спорту України. Срібний призер чемпіонату Європи.
- Потуданський Дарвін Каренович (1989—2020) — старший лейтенант поліції України.

## Історичні постаті, пов'язані з містом
- Олесь Гончар (1918—1995) — український письменник, прозаїк, літературний критик, політик, громадський діяч. Написав роман «Собор» під враженням Свято-Троїцького собору.
- Тарах-Тарловський Кирило Миколайович (1709—1784) — український релігійний та громадський діяч, відомий під прізвиськом «Дикий піп», за його гроші була перебудована Микільська соборна церква у Самарському (Військовому) монастирі і можливо він вплинув на перебудову Свято-Троїцького собору у Самарчику-Новоселиці.
- Феодосій Паляничка — міський поміщик, що створив перший у місті краєзнавчий музей.
- Головатий Антін Андрійович (1744—1797) — козацький кошовий отаман, полковник Самарської паланки, за його керівництва Самар'ю був збудований Свято-Троїцький собор.
- Петро Іванович Калнишевський (1690—1803) — визначний український державний, культурний та релігійний діяч, кошовий отаман Війська Запорозького Низового (1762, 1765—1775). Особисто бував у Самарчику під час сварок місцевого козацтва із жителями міста Богородичного сусіднього Старо-Самарського ретраншементу за окружні пасовища.
- Дмитро Іванович Яворницький (1855—1940) — український історик, археолог, етнограф, фольклорист, лексикограф, письменник, дослідник історії українського козацтва, музеєзнавець, автор понад 1500 наукових праць, один з перших, хто детально вивчив всю історію запорозького козацтва. Досліджував Троїцький собор у Самару, а також святиню запорозького козацтва, його «Новий Єрусалим» — Самарський Пустельно-Миколаївський монастир.
- Левандовський Прокопій Степанович (1782—1849) —український маляр, музикант, створив понад 80 мелодій на вірші із псалтирі і молитов, світської музики. Був знаним, єдиним на все Присамар'я і середнє Подніпров'я визнаним богомазом, творчість котрого отримала благословення святійшого Синоду Російської імперії.